# Євангелічно-лютеранський деканат Кемптен
Євангелічно-лютеранський деканат Кемптен (нім. Evangelisch-Lutherisches Dekanat Kempten), скорочено деканат Кемптен — один з семи деканатів церковного регіону Аугсбург Євангелічно-лютеранської церкви Баварії. Деканат очолює декан.

## Історія
Деканат Кемптен утворений 7 грудня 1810 року. Церковна парафія Кауфбойрена була приєднана до деканату 2 липня 1816 року.

## Деканат

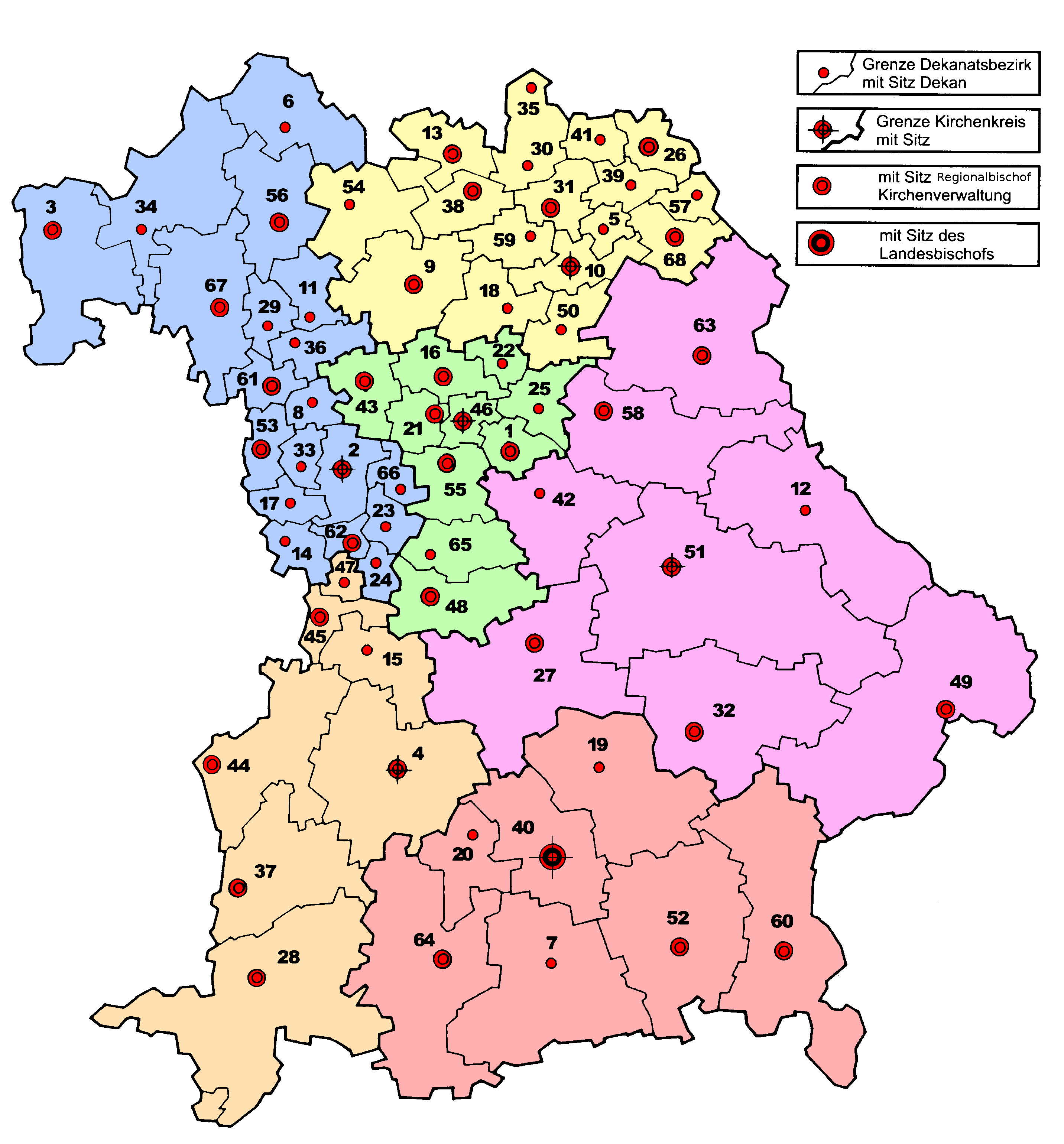
Деканат Кемптен (28) у церковному регіоні Аугсбург

Деканат Кемптен — це один з найбільших за площею не тільки в церковному регіоні Аугсбург, а й у всій євангелічно-лютеранської церкви Баварії.

### Організаційна структура
Деканат Кемптен розташований в адміністративному окрузі  Швабія Вільної країни Баварія та охоплює територію міст земельного підпорядкування Кауфбойрен і Кемптен, а також  районів Оберальгой,  Ліндау і більшу частину району Остальгой, за винятком адміністративної спільноти Бухлое в наступному складі:
- місто і міська громада Бухлое;
- ярмаркова громада Вааль;
- громада Єнген;
- громада Ламердінген.

Загальна площа деканату в межах Німеччині станом на 1 січня 2015 року становить 321.756,37 га. (див. Коментарі).
До складу деканату входить вікаріатська церква Кройцкірхе (Хіршегг-Клайнвальзерталь, Австрія) церковної парафії Оберстдорф (Крістускірхе), яка розташована в політичній громаді Міттельберг (федеральна земля Форарльберг). Загальна площа політичної громади Міттельберг становить 9684,67 га.
Також під контролем ЄЛЦБ і, відповідно, церковної парафії Erlöserkirche (Immenstadt im Allgäu), розташованої в міській громаді Імменштадт, парафіяни австрійської політичної громади  Юнггольц (федеральна земля Тіроль). Загальна площа політичної громади Юнггольц становить 705,34 га.
З урахуванням того, що під контроль деканату потрапляють австрійські політичні громади Міттельберг і Юнггольц, загальна площа, яку займає деканат, поширюється на територію в 332.146,38 га.
Офіс управління євангелічно-лютеранського деканату Кемптен розташований в місті Кемптен:
- 87435 Кемптен, Санкт-Манг-Плац, 2 (нім. St.-Mang-Platz 2, 87435 Kempten (Allgäu), Evangelisch-Lutherisches Dekanat Kempten);[8][9]
- Декан (2016) — Йорг Дітмар.[10]

Парафіяльне бюро деканату Кемптен надає різноманітні послуги (фінансові та т. п.) для  церковної парафії міста Кемптен (нім. Kempten (Allgäu)) і адміністрації Кемптена, включаючи всі церковні парафії деканату Кемптен.
Адреса бюро:
- 87435 Кемптен, Райхштрассе, 6 (нім. Reichsstrasse 6, 87435 Kempten (Allgäu), Evangelisch-Lutherisches Dekanat Kempten).[11]

В деканаті Кемптен розташовуються 26 церковних громад Євангелічно-лютеранської церкви Баварії з 29 церковними парафіями, які обслуговують 64 264 євангельських християн (2014 рок).
| Місто                       | Район      | Громади з лютеранськими церковними парафіями | Усього церковних громад | Примітка                                         |
| --------------------------- | ---------- | --- | ----------------------- | ------------------------------------------------ |
| Церковна спільнота Кемптена |            | |                         |                                                  |
| Кемптен                     | -          | Іоганнескірхе • Крістускірхе • Маркускірхе • Маттеускірхе • Санкт-Мангкірхе | 5                       | [ 16 ] [ 17 ] [ 18 ] [ 19 ] [ 20 ]               |
| -                           | Оберальгой | Вальтенгофен (Воскресенська церква) | 1                       | [ 21 ]                                           |
| Церковні громади Кемптена   |            | |                         |                                                  |
| Кауфбойрен                  | -          | Кауфбойрен (Троїцька церква) • Кауфбойрен-Нойгаблонц (Крістускірхе) | 2                       | [ 22 ] [ 23 ]                                    |
| -                           | Ліндау     | Вассербург (Санкт-Іоганнес-Кірхе) • Ліндау (Крістускірхе • Санкт-Верена I • Санкт-Верена II-Цех /Ферзенеркирхе/ • Санкт-Штефан) • Лінденберг (Іоганнескірхе) • Шайдегг (Воскресенська церква) и Вайлер-ім-Альгой (Кройцкірхе)                                                                                 | 7                       | [ 24 ] [ 25 ] [ 26 ] [ 27 ] [ 28 ] [ 29 ] [ 30 ] |
| -                           | Оберальгой | Бад-Гінделанг (Троїцька церква) • Зонтгофен (Баптистська церква Іоанна Хрестителя) • Імменштадт (Спаська церква) і Блайхах (Штефанускірхе) • Оберстдорф (Крістускірхе) і Хіршегг (Кройцкірхе, Австрія, вікаріат Крістускірхе-Оберстдорф) • Оберштауфен (Церква Святого Духа) • Фішен (Церква Доброго Пастиря) | 6                       | [ 31 ] [ 32 ] [ 33 ] [ 34 ] [ 35 ] [ 36 ]        |
| -                           | Остальгой  | Лехбрук (Успенська церква /Росгауптен/) • Марктобердорф (Іоганнескірхе) • Обергюнцбург (Церква святої Єлізавети) • Пфронтен (Воскресенська церква) • Фюссен (Крістускірхе) | 5                       | [ 37 ] [ 38 ] [ 39 ] [ 40 ] [ 41 ]               |

### Синод і рада деканату
Синод деканату (нім. Dekanatssynode), рада деканату та декан очолюють деканат з усіма церковними парафіями, що входять до його складу. Члени синоду (парафіяльні ради, працівники церкви і пастори) призначаються після виборів в церковну раду. Завданням синоду є сприяння у співпраці між церковними громадами з надання церковних послуг у цілому, а також для інформування громадськості про церковні проблеми. Він також приймає рішення про бюджет деканату (нім. Dekantsbezirkes)) і вносить свої пропозиції до Генерального Синоду та у земельну Церкву.
Президія синоду збирається не рідше одного разу на рік. У її склад входять декан і два обраних члена з мирян, які мають рівні права.
Рада деканату має постійне представництво в синоді. Він також представляє деканат в судах. У його завдання входить координувати роботу церкви в деканаті і планувати спільні проекти. Крім того, він управляє активами деканату та надає юридичну допомогу церкви.

## Церковні громади
Існує інтерактивна мапа розміщення церковних громад і парафій Євангелічно-лютеранського деканату Кемптен.
| Церковні громади Євангелічно-лютеранського деканату Кемптен ЕЛЦБ | Церковні громади Євангелічно-лютеранського деканату Кемптен ЕЛЦБ | Церковні громади Євангелічно-лютеранського деканату Кемптен ЕЛЦБ | Церковні громади Євангелічно-лютеранського деканату Кемптен ЕЛЦБ |
| №№ з/п                                                           | Церковні громади та парафії (Kirchengemeinde)                    | Церковна будівля (Kirchbau)                                      | Зображення (Bild)                                                |
| ---------------------------------------------------------------- | ---------------------------------------------------------------- | ---------------------------------------------------------------- | ---------------------------------------------------------------- |
| 1                                                                | Бад-Гінделанг (нім. Bad Hindelang)                               | Троіцька церква (Бад-Гінделанг)                                  | Троіцька церква (Бад-Гінделанг)                                  |
| 2                                                                | Вальтенгофен (нім. Waltenhofen)                                  | Воскресенська церква (Вальтенгофен)                              | Воскресенська церква (Вальтенгофен)                              |
| 3                                                                | Вассербург (нім. Wasserburg)                                     | Церква святого Іоанна (Вассербург)                               | Церква святого Іоанна (Вассербург)                               |
| 4                                                                | Зонтгофен (нім. Sonthofen)                                       | Баптистська церква Іоанна Хрестителя (Зонтгофен)                 | Баптистська церква Іоанна Хрестителя (Зонтгофен)                 |
| 5                                                                | Імменштадт Блайхах (нім. Blaichach)                              | Спаська церква (Імменштадт) Штефанускірхе (Блайхах)              | Спаська церква (Імменштадт) Штефанускірхе (Блайхах)              |
| 6                                                                | Кауфбойрен (нім. Kaufbeuren)                                     | Троїцька церква (Кауфбойрен)                                     | Троїцька церква (Кауфбойрен)                                     |
| 7                                                                | Кауфбойрен-Нойгаблонц (нім. Neugablonz)                          | Крістускірхе (Кауфбойрен-Нойгаблонц)                             | Крістускірхе (Нойгаблонц)                                        |
| 8                                                                | Кемптен-Іоганнескірхе                                            | Іоганнескірхе (Кемптен)                                          | Іоганнескірхе (Кемптен)                                          |
| 9                                                                | Кемптен-Крістускірхе                                             | Крістускірхе (Кемптен)                                           | Крістускірхе (Кемптен)                                           |
| 10                                                               | Кемптен-Маркускірхе                                              | Маркускірхе (Кемптен)                                            | Маркускірхе (Кемптен)                                            |
| 11                                                               | Кемптен-Маттеускірхе                                             | Маттеускірхе (Кемптен)                                           | Маттеускірхе (Кемптен)                                           |
| 12                                                               | Кемптен-Санкт-Мангкірхе                                          | Санкт-Мангкірхе (Кемптен)                                        | Санкт-Мангкірхе (Кемптен)                                        |
| 13                                                               | Лехбрук                                                          | Успенська церква (Лехбрук)                                       | Успенська церква (Лехбрук)                                       |
| 14                                                               | Ліндау-Крістускірхе                                              | Крістускірхе (Ліндау)                                            | Крістускірхе (Ліндау)                                            |
| 15                                                               | Ліндау-Санкт-Верена I                                            | Санкт-Верена I (Ліндау)                                          | Євангелічно-лютеранська церква Санкт-Верена (Ліндау)             |
| 16                                                               | Ліндау-Санкт-Верена II                                           | Санкт-Верена II-Цех (Ліндау)                                     | Ферзенеркірхе (Линдау)                                           |
| 17                                                               | Ліндау-Санкт-Штефан                                              | Санкт-Штефан (Ліндау)                                            | Євангелічно-лютеранська церква Санкт-Штефан (Ліндау)             |
| 18                                                               | Лінденберг                                                       | Іоганнескірхе (Лінденберг)                                       | Іоганнескірхе (Лінденберг-ім-Альгой)                             |
| 19                                                               | Марктобердорф (нім. Marktoberdorf)                               | Іоганнескірхе (Марктобердорф)                                    | Іоганнескірхе (Марктобердорф)                                    |
| 20                                                               | Обергюнцбург (нім. Obergünzburg)                                 | Церква святої Єлизавети (Обергюнцбург)                           | Церква святої Єлизавети (Обергюнцбург)                           |
| 21                                                               | Оберстдорф (нім. Oberstdorf) Хіршегг                             | Крістускірхе (Оберстдорф) Кройцкірхе (Хіршегг)                   | Крістускірхе (Оберстдорф) · Кройцкірхе (Хіршегг)                 |
| 22                                                               | Оберштауфен (нім. Oberstaufen)                                   | Церква Святого Духа (Оберштауфен)                                | Церква Святого Духа (Оберштауфен)                                |
| 23                                                               | Пфронтен (нім. Pfronten)                                         | Воскресенська церква (Пфронтен)                                  | Воскресенська церква (Пфронтен)                                  |
| 24                                                               | Фішен                                                            | Церква Доброго Пастиря (Фішен)                                   | Церква Доброго Пастиря (Фішен-ім-Альгой)                         |
| 25                                                               | Фюссен (нім. Füssen)                                             | Крістускірхе (Фюссен)                                            | Крістускірхе (Фюссен)                                            |
| 26                                                               | Шайдегг (нім. Scheidegg) Вайлер-ім-Альгой                        | Воскресенська церква (Шайдегг) Кройцкірхе (Вайлер-ім-Альгой)     | Воскресенська церква (Шайдегг) Кройцкірхе (Вайлер-ім-Альгой)     |

## Статистика
| Показники                                                      | 2010   | 2011   | 2012   | 2013   | 2014   | 2015 | 2016 | 2017 | 2018 | 2019 | 2020 |
| -------------------------------------------------------------- | ------ | ------ | ------ | ------ | ------ | ---- | ---- | ---- | ---- | ---- | ---- |
| Загальні відомості                                             |        |        |        |        |        |      |      |      |      |      |      |
| Церковні громади                                               | 26     | 26     | 26     | 26     | 26     |      |      |      |      |      |      |
| Число парафій в церковних громадах                             | 29     | 29     | 29     | 29     | 29     |      |      |      |      |      |      |
| Паства (парафіяни)                                             |        |        |        |        |        |      |      |      |      |      |      |
| Члени церкви — Gemeindeglieder                                 | 67.030 | 66.519 | 65.955 | 65.463 | 64.264 |      |      |      |      |      |      |
| Добровільний персонал — Ehrenamtliche MitarbeiterInnen         | 3.194  |        |        |        |        |      |      |      |      |      |      |
| Відвідування церкви в 6-ту неділю перед Великоднем (Invocavit) | 1.905  |        |        |        |        |      |      |      |      |      |      |
| Відвідування церкви в переддень Різдва                         | 22.826 |        |        |        |        |      |      |      |      |      |      |
| Святкування Вечері Господньої                                  | 39.354 |        |        |        |        |      |      |      |      |      |      |
| Таїнства та обряди                                             |        |        |        |        |        |      |      |      |      |      |      |
| Зняття хрещення (розхрещення) — Austritte                      | 609    | 480    | 513    | 621    | 973    |      |      |      |      |      |      |
| Прийняті до церкви — Aufnahmen                                 | 132    |        |        |        |        |      |      |      |      |      |      |
| Хрещення — Taufen                                              | 594    |        |        |        |        |      |      |      |      |      |      |
| Церковні одруження — Trauungen (insges.)                       | 189    |        |        |        |        |      |      |      |      |      |      |
| Поховання — Bestattungen                                       | 783    |        |        |        |        |      |      |      |      |      |      |
| Миропомазання (конфірмація) — Konfirmierte                     | 633    |        |        |        |        |      |      |      |      |      |      |

⇑
| Церковні громади        | 2003                       | 2004                       | 2005                       | 2006                       | 2007                       | 2008                       | 2009                       | 2010                       | 2011                       | 2012                       | 2013                       | 2014                       | 2015                       | 2016                       |
| ----------------------- | -------------------------- | -------------------------- | -------------------------- | -------------------------- | -------------------------- | -------------------------- | -------------------------- | -------------------------- | -------------------------- | -------------------------- | -------------------------- | -------------------------- | -------------------------- | -------------------------- |
| Бад-Гінделанг           | 552                        | 541                        | 557                        | 559                        | 570                        | 574                        | 560                        | 539                        | 528                        | див. Зонтгофен             | див. Зонтгофен             | див. Зонтгофен             | див. Зонтгофен             | див. Зонтгофен             |
| Вальтенгофен            | 1841                       | 1788                       | 1786                       | 1746                       | 1684                       | 1645                       | 1643                       | 1642                       | 1671                       | 1683                       | 1694                       | 1673                       |                            |                            |
| Вассербург              | 1193                       | 1196                       | 1213                       | 1215                       | 1238                       | 1262                       | 1257                       | 1248                       | 1260                       | 1217                       | 1180                       | 1174                       |                            |                            |
| Зонтгофен               | 5673                       | 5534                       | 5215                       | 5161                       | 5094                       | 4991                       | 4956                       | 4879                       | 4835                       | 5397                       | 5368                       | 5151                       |                            |                            |
| Імменштадт              | 3657                       | 3616                       | 3493                       | 3554                       | 3608                       | 3560                       | 3490                       | 3427                       | 3340                       | 3341                       | 3327                       | 3232                       |                            |                            |
| Кауфбойрен              | 8138                       | 8161                       | 8217                       | 8066                       | 7926                       | 7853                       | 7798                       | 7652                       | 7513                       | 7472                       | 7436                       | 7330                       |                            |                            |
| Кауфбойрен-Нойгаблонц   | 4703                       | 4691                       | 4826                       | 4800                       | 4667                       | 4623                       | 4585                       | 4518                       | 4467                       | 4409                       | 4371                       | 4284                       |                            |                            |
| Кемптен-Іоганнескірхе   | 3770                       | 3739                       | 3721                       | 3714                       | 3757                       | 3762                       | 3782                       | 3774                       | 3712                       | 3644                       | 3644                       | 3615                       |                            |                            |
| Кемптен-Крістускірхе    | 3592                       | 3610                       | 3646                       | 3668                       | 3585                       | 3533                       | 3508                       | 3441                       | 3493                       | 3485                       | 3448                       | 3377                       |                            |                            |
| Кемптен-Маркускірхе     | 3378                       | 3380                       | 3414                       | 3525                       | 3500                       | 3470                       | 3438                       | 3429                       | 3399                       | 3396                       | 3375                       | 3300                       |                            |                            |
| Кемптен-Маттеускірхе    | 2353                       | 2384                       | 2401                       | 2369                       | 2393                       | 2374                       | 2324                       | 2254                       | 2292                       | 2344                       | 2337                       | 2343                       |                            |                            |
| Кемптен-Санкт-Мангкірхе | 5005                       | 4998                       | 5016                       | 4998                       | 5034                       | 4989                       | 4982                       | 4962                       | 4912                       | 4842                       | 4819                       | 4783                       |                            |                            |
| Лехбрук-Росгауптен      | 722                        | 739                        | 741                        | 731                        | 735                        | 738                        | 757                        | 759                        | 764                        | 743                        | 733                        | 719                        |                            |                            |
| Ліндау-Крістускірхе     | 3301                       | 3221                       | 3210                       | 3194                       | 3208                       | 3177                       | 3173                       | 3175                       | 3134                       | див. Ліндау-Санкт-Штефан   | див. Ліндау-Санкт-Штефан   | див. Ліндау-Санкт-Штефан   | див. Ліндау-Санкт-Штефан   | див. Ліндау-Санкт-Штефан   |
| Ліндау-Санкт-Верена I   | 3429                       | 3412                       | 3374                       | 3393                       | 3422                       | 3319                       | 3277                       | 3206                       | 3158                       | 3067                       | 3036                       | 2960                       |                            |                            |
| Ліндау-Санкт-Верена II  | див. Ліндау-Санкт-Верена I | див. Ліндау-Санкт-Верена I | див. Ліндау-Санкт-Верена I | див. Ліндау-Санкт-Верена I | див. Ліндау-Санкт-Верена I | див. Ліндау-Санкт-Верена I | див. Ліндау-Санкт-Верена I | див. Ліндау-Санкт-Верена I | див. Ліндау-Санкт-Верена I | див. Ліндау-Санкт-Верена I | див. Ліндау-Санкт-Верена I | див. Ліндау-Санкт-Верена I | див. Ліндау-Санкт-Верена I | див. Ліндау-Санкт-Верена I |
| Ліндау-Санкт-Штефан     | 679                        | 673                        | 710                        | 697                        | 690                        | 700                        | 663                        | 622                        | 630                        | 3696                       | 3640                       | 3474                       |                            |                            |
| Лінденберг-ім-Альгой    | 3803                       | 3716                       | 3624                       | 3634                       | 3620                       | 3597                       | 3581                       | 3523                       | 3542                       | 3468                       | 3428                       | 3363                       |                            |                            |
| Марктобердорф           | 2854                       | 2789                       | 2759                       | 2760                       | 2742                       | 2668                       | 2633                       | 2632                       | 2618                       | 2575                       | 2548                       | 2521                       |                            |                            |
| Обергюнцбург            | 1238                       | 1239                       | 1256                       | 1263                       | 1256                       | 1265                       | 1247                       | 1226                       | 1218                       | 1214                       | 1220                       | 1235                       |                            |                            |
| Оберстдорф              | 1455                       | 1434                       | 1465                       | 1478                       | 1485                       | 1457                       | 1420                       | 1387                       | 1377                       | 1356                       | 1316                       | 1253                       |                            |                            |
| Оберштауфен             | 1199                       | 1199                       | 1234                       | 1280                       | 1251                       | 1214                       | 1204                       | 1184                       | 1156                       | 1141                       | 1149                       | 1148                       |                            |                            |
| Пфронтен                | 1907                       | 1840                       | 1784                       | 1773                       | 1802                       | 1766                       | 1762                       | 1746                       | 1753                       | 1758                       | 1733                       | 1723                       |                            |                            |
| Фішен                   | 866                        | 888                        | 892                        | 898                        | 887                        | 900                        | 881                        | 897                        | 871                        | 836                        | 843                        | 841                        |                            |                            |
| Фюссен                  | 3262                       | 3279                       | 3277                       | 3296                       | 3240                       | 3208                       | 3145                       | 3151                       | 3116                       | 3116                       | 3077                       | 3042                       |                            |                            |
| Шайдегг                 | 1851                       | 1848                       | 1872                       | 1853                       | 1909                       | 1854                       | 1806                       | 1757                       | 1760                       | 1755                       | 1741                       | 1723                       |                            |                            |
| Разом                   | 70421                      | 69915                      | 69703                      | 69625                      | 69303                      | 68801                      | 67872                      | 67030                      | 66519                      | 65955                      | 65463                      | 64264                      |                            |                            |

## Виноски
- Офіційна сторінка [Архівовано 7 травня 2016 у Wayback Machine.] (нім.)
- Географічні координати Євангелічно-лютеранського деканату Кемптен: 47°43′30.3″ пн. ш. 10°19′9.35″ сх. д. / 47.725083° пн. ш. 10.3192639° сх. д..